# Franciszek I Medyceusz
Francesco I de’ Medici (ur. 25 marca 1541 we Florencji. zm. 17 października 1587 w Poggio a Caiano) – wielki książę Toskanii, panujący w latach 1574–1587.

## Życiorys
Syn Kosmy Medyceusza i Eleonory z Toledo. Mąż  Bianki Capello.
Od 1564 współrządził z ojcem jako regent. W trakcie swego panowania nałożył wysokie podatki na ludność księstwa, z którego dochody przekazywał cesarzowi. W czasie elekcji 1587 roku był kandydatem do tronu elekcyjnego Rzeczypospolitej. 
Tron Toskanii objął po nim jego brat Ferdynand.